# Bosques tropicales de Queensland
La ecorregión de los bosques tropicales húmedos de Queensland (WWF ID:AA0117) abarca una parte de la costa de Queensland, en el noreste de Australia y perteneciente al reino de Australasia. El bosque contiene el mejor registro vivo del mundo de las principales etapas de la historia evolutiva de las plantas terrestres del mundo, incluyendo la mayoría de las especies de plantas relictas del mundo del antiguo supercontinente de Gondwana. La historia de la evolución de los marsupiales y las aves canoras también está bien representada.

## Ubicación y descripción
La ecorregión abarca 32.700 kilómetros cuadrados de la zona costera del noreste de Queensland, desde la costa hasta una serie de mesetas y mesetas hasta las montañas que se encuentran detrás de la costa. La ecorregión comprende tres secciones separadas. La zona norte, que incluye Cairns, es la más extensa, desde los 15°30' hasta los 19°25' de latitud sur. Esta sección septentrional también se conoce como la biorregión de los Trópicos Húmedos, y se encuentra al este de las tierras altas de Einasleigh. La sección intermedia se centra en Mackay, Queensland, y la sección sur se encuentra justo al sur de la bahía de Shoalwater. Estas dos últimas secciones están limitadas al oeste por la ecorregión de la sabana tropical de Brigalow. Las elevaciones de la ecorregión van desde el nivel del mar hasta los 1.477 metros, con una media de 301 metros.

## Clima
El clima de la ecorregión es un clima de bosque tropical lluvioso limítrofe (Af) y un clima subtropical húmedo de invierno seco (clasificación climática de Köppen (Cwa)). Este último clima se caracteriza por no tener ningún mes con una media inferior a 0 °C (32 °F), al menos un mes con una media superior a 22 °C (72 °F) y cuatro meses con una media superior a 10 °C (50 °F). Las precipitaciones en los meses húmedos del verano son diez veces o más la media de los meses de invierno. En esta ecorregión concreta, las precipitaciones anuales son muy variables, con medias anuales entre 1.200 y 8.000 mm. La temporada de lluvias va de noviembre a abril.

## Flora y fauna

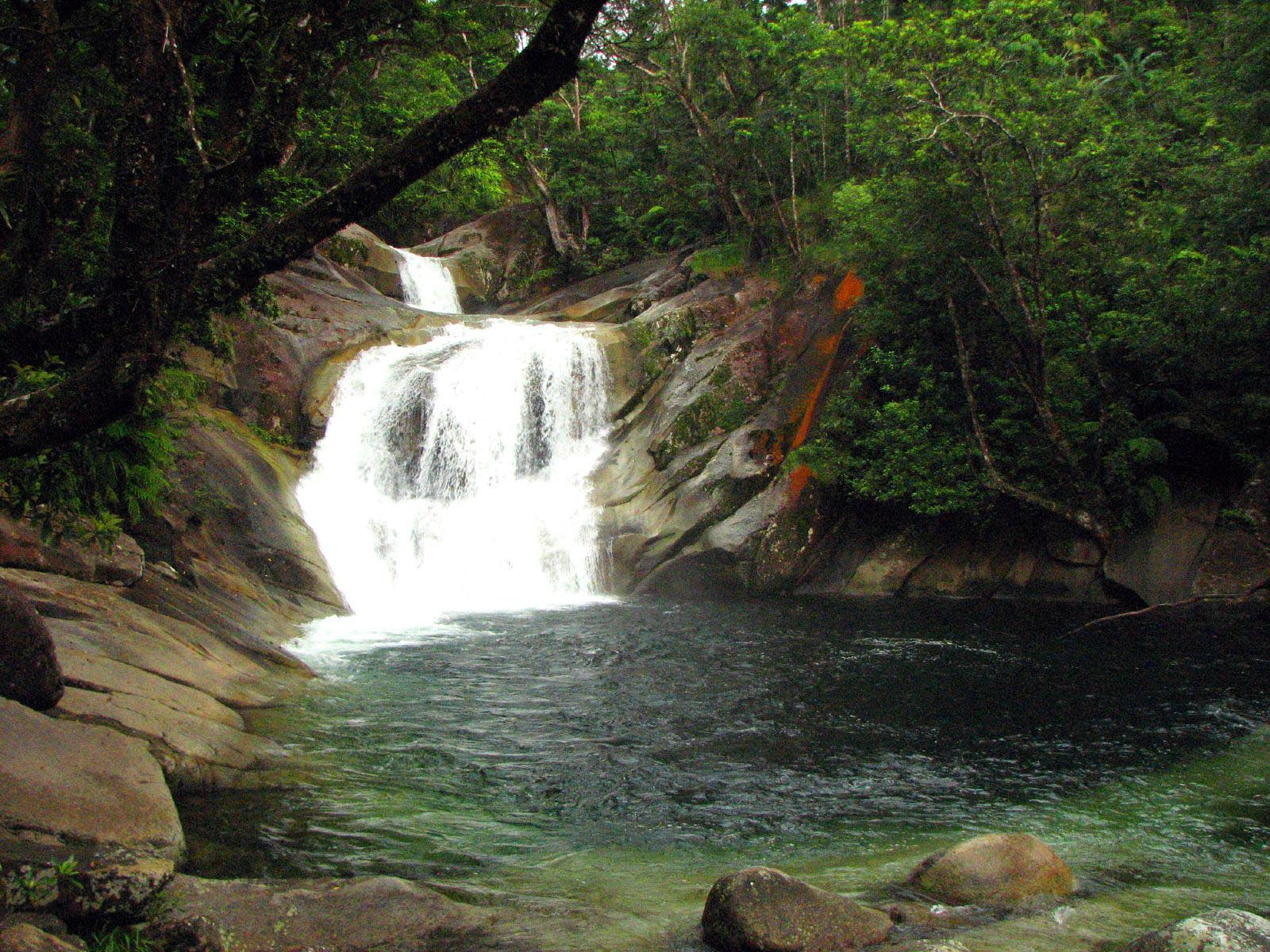
Josephine Falls - Atherton Tableland, Queensland, Australia.

Las selvas tropicales de Queensland han sido designadas como una de las 200 ecorregiones mundiales. Esta ecorregión es el mayor remanente de la flora de la selva tropical australiana, que alberga un antiguo conjunto de plantas, llamado flora antártica, actualmente característico de Nueva Zelanda y el sur de Chile. Los registros de polen fósil indican que los bosques cerrados cubrían la mayor parte de Australia hace entre 50 y 100 millones de años. Estos bosques representan el remanente vivo más cercano del tipo de vegetación a partir del cual se desarrolló toda la vegetación única de Australia. Esta vegetación permaneció en toda Australia y la Antártida hasta hace unos 15 millones de años.
En la actualidad, cerca del 65% de la ecorregión es un bosque cerrado de frondosas. Las coníferas de la familia Araucariaceae del hemisferio sur son las especies arbóreas características. En la sección septentrional de la ecorregión, los kauri suelen formar el dosel del bosque, siendo Agathis robusta la más común en las elevaciones más bajas, y A. microstachya y A. atropurpurea las que predominan en las elevaciones más altas. En las secciones del sur, predomina Araucaria cunninghamii, con Araucaria bidwillii dominante en dos pequeñas áreas. Las coníferas de la familia Podocarpaceae también están presentes, incluyendo los géneros Podocarpus y Sundacarpus. En los bosques abundan las lianas, los helechos, las epífitas y las palmeras.
Estos bosques se limitan a zonas de alta pluviosidad y buenos suelos. En suelos anegados, la flora de la selva tropical da paso a matorrales de Melaleuca, y en suelos pobres y zonas más secas el Eucalyptus se vuelve dominante. La flora de la selva tropical no tolera el fuego, y allí donde los periodos de sequía han permitido incendios devastadores, la flora de la selva tropical ha retrocedido, permitiendo que se establezcan los eucaliptos tolerantes al fuego. Si persiste un periodo relativamente húmedo, la flora de la selva tropical puede restablecerse. Se cree que las prácticas de gestión de la tierra de los aborígenes australianos, que implican la realización de incendios regulares para mantener abiertos los bosques de eucaliptos, pueden haber fomentado la expansión de los bosques de eucaliptos a expensas de la flora de la selva tropical. Estos bosques tropicales parecen haber retrocedido considerablemente desde la llegada de los antepasados de los aborígenes hace 50.000 años, y en la actualidad se limitan a focos aislados que abarcan menos del 2% de la superficie del continente.
La biodiversidad animal también es elevada. Se han registrado 672 especies de vertebrados terrestres en la ecorregión, 370 especies de aves, 70 especies de reptiles y 78 especies de peces de agua dulce (del total de 180 especies de peces de Australia). El 11% de los vertebrados son endémicos de la región, y el 22% de los reptiles. La mayoría de las especies endémicas viven a unos 400 metros en la selva tropical.

## Conservación
Estos bosques son especialmente interesantes por su ubicación meridional y el alto grado de endemismo de sus especies vegetales y animales. La deforestación causada por la tala, la construcción de carreteras y la agricultura ha provocado la fragmentación del hábitat y la disminución de las poblaciones de especies como el quoll de cola manchada (Dasyurus maculatus), el casuario (Casuarius casuarius) y la zarigüeya de cola anillada (Hemibelideus lemuroides). Las especies introducidas también suponen una grave amenaza para muchas especies autóctonas.
En un esfuerzo por preservar la selva tropical de Daintree al norte del río Daintree, el Gobierno de Queensland decidió en 1993 detener la extensión de la red eléctrica al norte de ese punto, poniendo un límite al desarrollo turístico.
Las zonas protegidas incluyen las siguientes:
- Parque nacional Homevale
- Parque nacional Eungella
- Parque nacional Dryander
- Parque nacional Conway
- Parque nacional Whitsunday Islands
- Parque nacional Montañas Paluma
- Parque nacional Pantanos de la Bahía Halifax
- Parque nacional Isla Hinchinbrook
- Parque nacional Girringun
- Parque nacional Edmund Kennedy
- Parque nacional Río Hull
- Parque nacional Playa Kurrimine
- Parque nacional Pantano Eubenangee
- Parque nacional Bahía Ella
- Parque nacional Wooroonooran
- Parque nacional Garganta Barron
- Parque nacional Daintree
- Parque nacional Bahía Cedro
- Parque nacional Montaña Negra

## Turismo
Los bosques, junto con la Gran Barrera de Coral, han sido identificados y promocionados como una de las principales atracciones turísticas del norte tropical de Queensland, una de las cinco que existen en el estado. Una de las atracciones turísticas más importantes de los bosques tropicales es el teleférico Skyrail Rainforest.